# ボーエン病
ボーエン病（ボーエンびょう、英: Bowen's disease）は、皮膚科領域の悪性腫瘍。1912年のジョン・T・ボーエン (John T. Bowen) の論文から命名された。表皮内有棘細胞癌 (carcinoma in situ) の一型で、境界が比較的明瞭で、表層は紅褐色から黒褐色局面を呈し、表面に鱗屑や痂皮を付着する。あらゆる部位に発生する可能性がある。視診でも診断できるが、確定診断には組織学的検査が必要である。高齢者に好発する。

## 原因
原因はヒ素中毒、日光照射、免疫抑制状態（AIDSを含む）、ヒトパピローマウイルス(HPV)などのウイルス感染、タール、皮膚傷害、慢性皮膚炎などが疑われている。なお、日光の当たる部位と当たらない部位の発症率に差はないとする報告もあるほか、病巣組織からヒトパピローマウイルスは検出されなかったとする報告もある。

## 症状

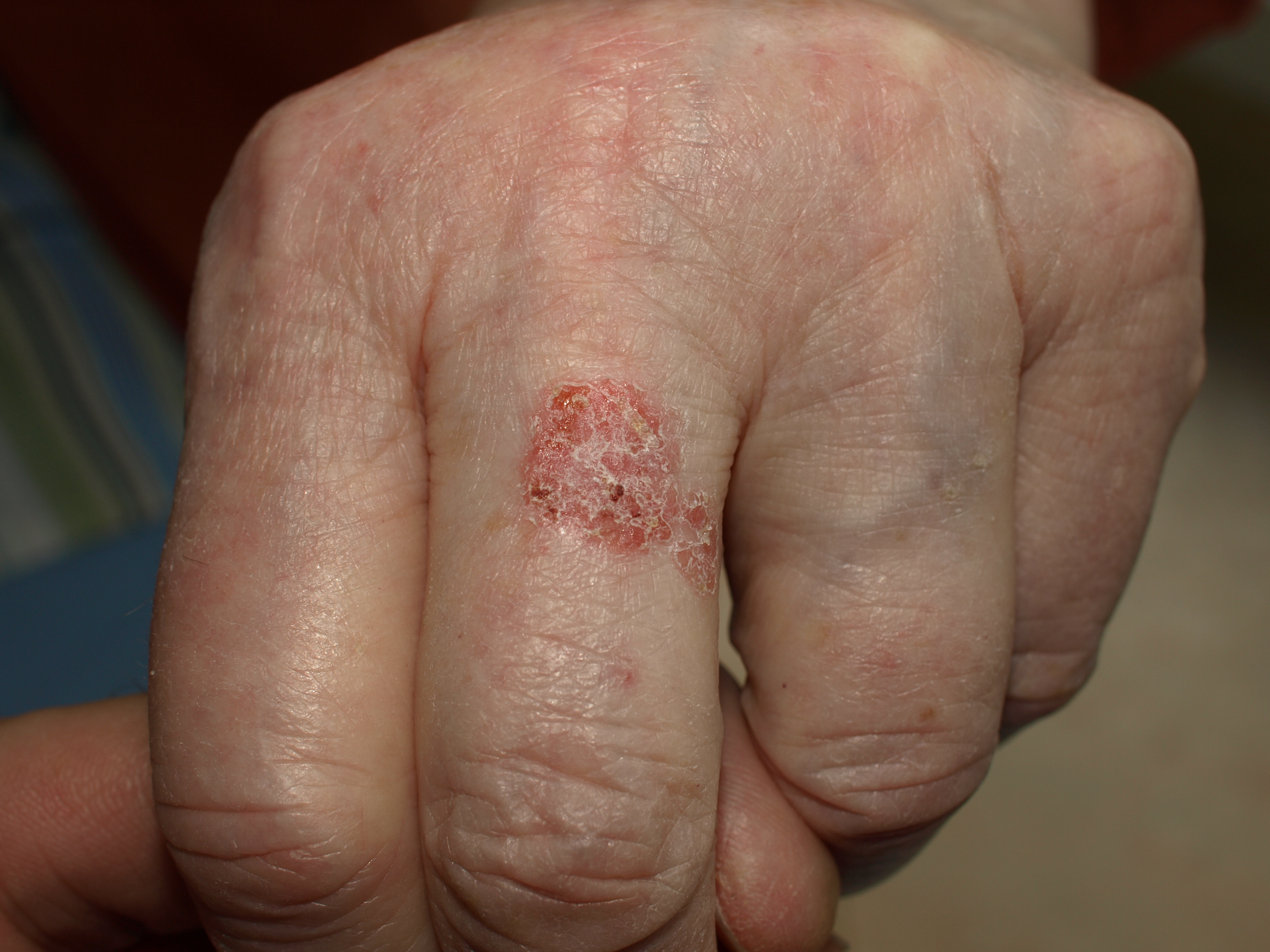
指への発症

乾癬、皮膚炎、白癬やたむしなどの真菌感染症と似ている。典型的には、徐々に拡大する境界鮮明で不整型の紅斑が見られ、皮がめくれたり（鱗屑、scales）、かさぶた(crusts)を伴う。白人の場合は紅斑であるが、有色民族の場合は褐色である。成人に発生し、とくに60歳以上の老人に発生する。日光による場合は露出部に発生するが、ヒ素やその他による場合は服に覆われている場所にも発生する。症状は放置すれば不変の場合もあるが、通常拡大する。単発の場合もあるが、慢性ヒ素中毒の場合は広範囲の場合もある。
診断には慢性ヒ素中毒を念頭に置くべきであり、皮膚科医の診断が必須である。慢性ヒ素中毒の症状は多彩で、点状またはび慢性色素沈着、点状または雨滴状白斑(raindrop leukoderma)、小さい盛り上がり（角化症、keratosis）、下肢の血行障害、潰瘍、乾燥した壊死をともなう 壊療（特に台湾に多発）などがある。原因が飲料水の汚染の場合は地域的に多数発生する。内臓癌の合併もある。湿疹などと誤診されることがある。

## 組織学

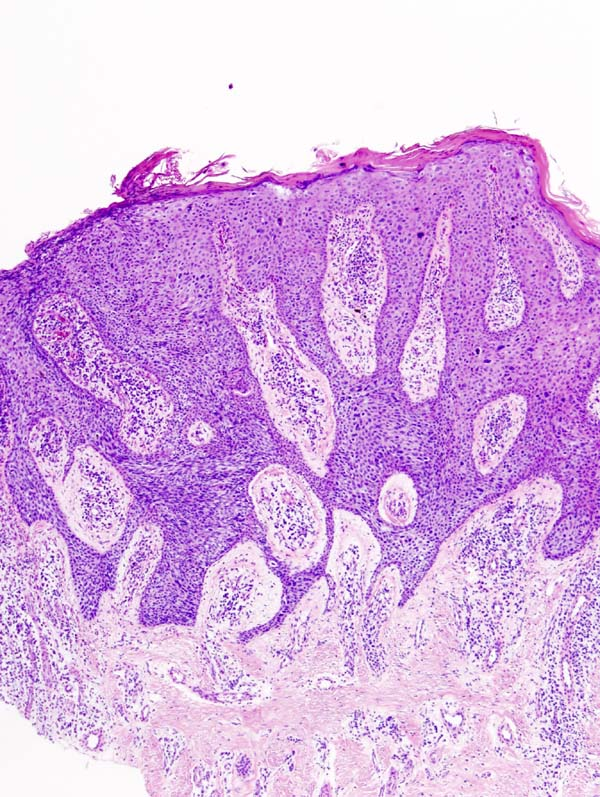
ボーエン病の病理組織像

ボーエン病は表皮にとどまった有棘細胞癌である。組織学的に不規則な有棘細胞が表皮全層にみられる。表皮を超えての不規則の細胞の進行はない。表皮突起の幅の拡大、細胞配列の乱れ、核の大小不同があり、特に多核巨細胞(clumping cell)や異角化細胞が混在する。

## 治療
冷凍療法、局所の抗癌剤療法もあるが、切除可能であれば手術的な切除が望ましい。進行は通常遅いが、腫瘍化や潰瘍がみられれば、できるだけ早く治療する。